# L'hotel "All'Alpinista morto"
L'hotel "All'Alpinista Morto" (in russo Отель «У Погибшего Альпиниста»?, Otel' «U Pogibšego Al'pinista») è un giallo fantascientifico dei fratelli Strugackij scritto nel 1969 e pubblicato per la prima volta sui numeri 9, 10 e 11 della rivista Junost' nel 1970. Il romanzo è anche denominato Un caso di omicidio ovvero L'hotel "All'Alpinista Morto". Ancora un altro requiem per il genere poliziesco (in russo Дело об убийстве, или Отель «У Погибшего Альпиниста». Еще одна отходная детективному жанру?, Delo ob ubijstve ili Otel' «U Pogibšego Al'pinista». Eščë otchodnaja detektivnomu žanru. È stato pubblicato per la prima volta in Italia nel 2022 da Carbonio Editore con il titolo L'albergo dell'alpinista morto, aderente a quello adottato nella versione francese del 1988 (ed. Denoël). Il sottotitolo è un esplicito riferimento a Friedrich Dürrenmatt e al suo romanzo La promessa. Un requiem per il romanzo giallo (1958).

## Trama
(Arkadij e Boris Strugatskij, L'hotel "All'alpinista Morto", cap. 1)
Nello scenario alpino di un imprecisato paese occidentale l'ispettore Peter Glebski, specializzato in reati da colletti bianchi, si trova a passare un paio di settimane di meritato solitario relax sulla neve. L'hotel, raccomandatogli dal collega Zgut, è gestito da Alek Snevar, proprietario della valle e del cane sanbernardo intelligente Lel. Snevar spiega a Glebski di avere intitolato l'hotel a un suo vecchio ospite, un alpinista morto dopo essere precipitato per un centinaio di metri da una delle pareti verticali che cingono la valle. Da allora, la camera dell'alpinista è deventata una sorta di stanza-museo, una sorta di macabra attrazione. Tra gli altri ospiti: la cameriera tontolona e mangiauomini Kajsa; il signor Du Barnstoker, famoso illusionista e prestigiatore, insieme a "al suo tesoro" Brune, l'amata progenie del suo caro fratello defunto; il signor Simon Simonet, eroe della scienza nazionale e alpinista amatoriale, affetto da esaurimento nervoso; i coniugi milionari Albert e Olga Moses; Olaf Andvarafors, Adone nordico e provetto sciatore; Hincus, "piccolo uomo" alcolizzato e nervoso, apparentemente malato di tubercolosi; Luarvik L. Luarvik, senza di un braccio, trovato quasi privo di vita sotto la neve.
Un'aura di giocoso mistero avvolge l'hotel e i suoi ospiti. Strani fenomeni notturni, scherzi di vario genere (scarpe che scompaiono, occhi che scrutano dalle finestre, docce occupate ecc.). Scherzi, a quanto pare. Alek Snevar ne è compiaciuto: merito del fantasma dell'alpinista morto. Dopo la festa organizzata dal proprietario dell'hotel in onore della primavera che sta per arrivare (siamo a marzo), accadono due fatti sconcertanti: un uomo, mezzo moribondo e congelato viene portato in salvo nell'hotel. Si tratta di Luarvik L. Luarvik. Dopo aver ripreso i sensi, Luarvik chiede di Olfaf. Quando Glebski e Snevar vanno a chiamare Olaf, trovano il suo corpo privo di vita, con il collo rivoltato di 180 gradi. Nella stanza un misterioso congegno tecnologico in una valigia. Purtroppo, qualche ora prima, una valanga aveva sepolto il passo che collega la valle con il resto del paese e pure la linea telefonica si è interrotta. All'ispettore Glebski tocca assumere le indagini che si rivelano subito molto ostiche: da un lato non dispone di attrezzature scientifiche né dell'esperienza necessaria, per questo tipo di crimimi; dall'altro, la scena del crimine appare subito un rompicapo (stanza chiusa dall'interno, finestra aperta, ma nessun segno sulla neve all'esterno, sul davanzale, sul tetto ecc.). Gli interrogatori si rivelano per lo più inconcludenti, tra reticenze, ricordi fumosi (anche per via dell'alcol), piste sbagliate e veri e propri abbagli (anche la sig.ra Moses è morta?). Alla fine i sospetti si concentrano su Hincus, che si scopre essere l'emissario di una banda di criminali. L'ispettore, tuttavia, non riesce proprio a sospettarlo dell'omicidio di Olaf ed è convinto che qualcuno stia cercando di incastrarlo. Interrogato, Hincus racconta una storia sconclusionata, assai poco credibile, ma che si aggancia a qualche episodio di cronaca recente: la banda di criminali guidata dal Campione sta cercando un oscuro personaggio soprannominato Belzebù, che sembra avere poteri sovrannaturali. Belzebù era stato reclutato dal Campione per alcuni noti colpi e rapine, ma poi era scomparso senza lasciare traccia. Il Campione ha bisogno di lui e lo vuole tenere al laccio per nuove imprese criminose. Hincus pensa di avere rintracciato Belzebù tra gli ospiti dell'hotel, è riuscito a mandare un telegramma e sta aspettando l'arrivo della banda.
L'ispettore Glebski, che ormai non dorme da molte ore, si prepara ad affrontare l'arrivo dei criminali...
Nell'epilogo l'ispettore Glebski, ormai in pensione, rammenta gli eventi di oltre vent'anni prima, spiega che ne è stato degli ospiti dell'hotel (ora ribattezzato "Allo Zombi Interstellare") ed è tormentato dai dubbi e dai rimorsi di coscienza.

## Storia editoriale
(Arkadij e Boris Strugatskij, L'hotel "All'alpinista Morto", cap. 3)
Molte le traduzioni. Vanno ricordate:
- l'edizione americana (The Dead Mountaineer's Inn) del 2015 (ed. Melville).
- l'edizione francese (L'Auberge de l'alpiniste mort), del 1988 (Denoёl).
- le edizioni tedesche (Hotel „Zum Verunglückten Bergsteiger”) del 1973, 1988, 2019.
- l'edizione italiana (L'albergo dell'alpinista morto) del 2022 (Carbonio ed.).

Nel 1979, con una sceneggiatura molto rimaneggiata anche con la partecipazione degli autori, è uscito il film omonimo (Hukkunud Alpinisti hotell, produzione estone), per la regia di Grigorij Kromanov.